# Jan Kotusz
Jan Michał Kotusz – polski biolog, dr hab. nauk biologicznych, profesor uczelni i dyrektor Muzeum Przyrodniczego Wydziału Nauk Biologicznych Uniwersytetu Wrocławskiego.

## Życiorys
W 1993 ukończył studia biologiczne na Uniwersytecie Wrocławskim, 27 września 2001 obronił pracę doktorską Zróżnicowanie morfologiczne rodzaju Cobitis (Teleostei: Cobitiolae) w zlewisku południowego Bałtyku, 24 listopada 2016 habilitował się na podstawie pracy zatytułowanej Mechanizmy sterujące powstawaniem i utrzymywaniem zróżnicowania klonalnego w kompleksie hybrydowym kozy Cobitis taenia (Teleostei, Cobitidae).
Jest profesorem uczelni i dyrektorem w Muzeum Przyrodniczym na Wydziale Nauk Biologicznych Uniwersytetu Wrocławskiego, a także członkiem Rady Dyscypliny Naukowej – Nauk Biologicznych Uniwersytetu Wrocławskiego.
Był sekretarzem Polskiego Towarzystwa Zoologicznego.